# Беррен (округ, Кентуккі)
Шаблон:StateAbbr_ 36°58′ пн. ш. 85°56′ зх. д. / 36.96° пн. ш. 85.93° зх. д.
Округ  Беррен (англ. Barren County) — округ (графство) у штаті  Кентуккі, США. Ідентифікатор округу 21009.

## Історія
Округ утворений 1796 року.

## Демографія
За даними перепису 
2000 року 
загальне населення округу становило 38033 осіб, зокрема міського населення було 13635, а сільського — 24398.
Серед мешканців округу чоловіків було 18298, а жінок — 19735. В окрузі було 15346 домогосподарств, 10939 родин, які мешкали в 17095 будинках.
Середній розмір родини становив 2,91.
Віковий розподіл населення поданий у таблиці:
| Стать    | До 15 років | 15-21 | 22-29 | 30-39 | 40-49 | 50-65 | 65-85 | Понад 85 |
| -------- | ----------- | ----- | ----- | ----- | ----- | ----- | ----- | -------- |
| Чоловіки | 3875        | 1727  | 1814  | 2726  | 2808  | 3082  | 2054  | 212      |
| Жінки    | 3737        | 1679  | 1877  | 2803  | 2893  | 3305  | 2881  | 560      |

## Суміжні округи
- Гарт — північ
- Меткаф — схід
- Монро — південний схід
- Аллен — південний захід
- Воррен — захід
- Едмонсон — північний захід

## Виноски
1. ↑  U.S. Decennial Census. United States Census Bureau. Архів оригіналу за 26 квітня 2015. Процитовано 12 серпня 2014.
2. ↑  Historical Census Browser. University of Virginia Library. Архів оригіналу за 11 серпня 2012. Процитовано 12 серпня 2014.
3. ↑  Population of Counties by Decennial Census: 1900 to 1990. United States Census Bureau. Архів оригіналу за 13 жовтня 2014. Процитовано 12 серпня 2014.
4. ↑  Census 2000 PHC-T-4. Ranking Tables for Counties: 1990 and 2000 (PDF). United States Census Bureau. Архів оригіналу (PDF) за 18 грудня 2014. Процитовано 12 серпня 2014.
5. ↑  State & County QuickFacts. United States Census Bureau. Архів оригіналу за 6 липня 2011. Процитовано 5 березня 2014. [Архівовано 2011-08-06 у Wayback Machine.](англ.) Наведено за англійською вікіпедією.
6. ↑  American FactFinder. Бюро перепису населення США. Архів оригіналу за 26 лютого 2012. Процитовано 31 січня 2008. [Архівовано 2008-05-21 у Wayback Machine.]

| США | Це незавершена стаття з географії США. Ви можете допомогти проєкту, виправивши або дописавши її. |